# Liste des villes les plus chères
Ce sont des listes de villes les plus chères du monde pour les travailleurs expatriés (non résidents), selon les enquêtes de Mercer, Economist Intelligence Unit et ECA International sur le coût de la vie.
Divers facteurs entrent en compte pour le calcul du coût de la vie pour les expatriés, tels que la valeur monétaire, la confiance des consommateurs, les investissements, les taux d'intérêt, les taux de la devise du pays, et les frais de logement. Cette liste ne tient pas compte des économies de coût de la vie à payer pour les citoyens locaux, à travers par exemple le logement subventionné par le gouvernement, les soins de santé et l'éducation, les différences en matière de fiscalité, et de nombreux autres facteurs non pertinents pour les expatriés. Le coût de la vie peut être beaucoup plus élevé pour les expatriés que pour les résidents locaux dans un pays en développement, en particulier si les expatriés s'attendent à un niveau de vie semblable à un pays développé.

## Les villes les plus coûteuses en2014
Le classement du Economist Intelligence Unit's Worldwide Cost of Living est basé sur les données de prix qui sont ajustés aux taux de change correspondants. Le prix du logement, généralement le plus grand coût de la vie, n'est pas inclus car cela tend à être fourni par l'entreprise et ne tient pas à régler le salaire de l'employé expatrié.
| Rang | Ville      | Pays      |
| ---- | ---------- | --------- |
| 1    | Singapour  | Singapour |
| 2    | Paris      | France    |
| 3    | Zurich     | Suisse    |
| 4    | Genève     | Suisse    |
| 5    | Oslo       | Norvège   |
| 6    | Monaco     | France    |
| 7    | Caracas    | Venezuela |
| 8    | Melbourne  | Australie |
| 9    | Tokyo      | Japon     |
| 10   | Copenhague | Danemark  |

| Rang | Ville     | Pays            |
| ---- | --------- | --------------- |
| 1    | Bombay    | Inde            |
| 2    | Karachi   | Pakistan        |
| 3    | New Delhi | Inde            |
| 4    | Katmandou | Népal           |
| 5    | Damas     | Syrie           |
| 6    | Alger     | Algérie         |
| 7    | Bucarest  | Roumanie        |
| 8    | Panama    | Panama          |
| 9    | Djeddah   | Arabie saoudite |
| 10   | Riyad     | Arabie saoudite |